# Amaryllis bathycephalus
Amaryllis bathycephalus är en kräftdjursart. Amaryllis bathycephalus ingår i släktet Amaryllis och familjen Lysianassidae. Inga underarter finns listade i Catalogue of Life.